# Saint-Louet-sur-Sienne
Pour les articles homonymes, voir Saint-Louet.
Saint-Louet-sur-Sienne est une ancienne commune de la Manche. En l’an III de la République, elle fusionne avec Trelly sur la demande de ses habitants.

## Géographie
La paroisse de Saint-Louet-sur-Sienne se trouvait au Sud-Ouest de Trelly à côté des boucles de la Sienne

## Histoire
Un des abbés de Saint-Lô fut Ambroise de Saint-Louet-sur-Sienne. On le voit figurer dans plusieurs actes des années 1213, 1219 et 1231. 
Saint-Louet, avec son église et deux moulins, formait une prébende d'ancienne possession, qui appartenait au chanoine pénitencier, et qui formait le seul fief noble de la paroisse. 

## Administration
| Période | Période | Identité | Étiquette | Qualité |
| --- | ------- | -------- | --------- | ------- |
| Une partie des données est issue de liste établie par issue de l'ouvrage "601 communes et lieux de vie de la Manche" |         |          |           |         |

## Démographie
Saint-Louet-sur-Sienne comptait 160 habitants en 1793 .

## Lieux et monuments
- Le clocher du XIe siècle est le seul vestige de cette église[1]. AU milieu du XIXe siècle, l'église en ruine n'avait plus de couverture et la commune a décidé de la détruire et vendre les matériaux.
- Manoir seigneurial et une grange dîmière.